# Naum Krasner
Naum Krasner (21 de febrero de 1924 – 5 de marzo de 1999) fue un matemático y economista ruso.
Ex coronel del ejército soviético, ingresó como estudiante en la Universidad Estatal de Voronezh en 1957 y, al graduarse en 1961, se unió a la facultad de allí. En 1969 fue nombrado catedrático de Métodos de Investigación Operativa y, más tarde, vicedecano de la Facultad de Matemática Aplicada y Mecánica. 